# Yukimasa Nakamura
Yukimasa Nakamura, född den 28 augusti 1972 i Fukuoka, Japan, är en japansk judoutövare.
Han tog OS-silver i herrarnas halv lättvikt i samband med de olympiska judotävlingarna 1996 i Atlanta.